# Гранів (Гайсинський район)
Гра́нів — село в Україні, в Краснопільській сільській громаді Гайсинського району Вінницької області. Розташоване на обох берегах річки Вербич (притока Собу) за 16 км на північний схід від міста Гайсин та за 11 км від автошляху М30. Населення становить 2 312 осіб (станом на 1 січня 2015 р.).

## Історія
Директор Вінницького обласного архіву Сергій Гальчак стверджує, що історію Гранова слід вести з 1411 року.
Місту було надане в 1744 р. магдебурзьке право та герб «Леліва». Місто належало до родин Грановських, Сенявських, князів Чорторийських.
В місті знаходився монастир з трьома церквами, у якому наприкінці XIX ст. було 14 монахів.
7 (20) листопада 1917 року, відповідно до Третього Універсалу Української Центральної Ради, увійшло до складу Української Народної Республіки.
Перепис євреїв Грановщини 1764 року

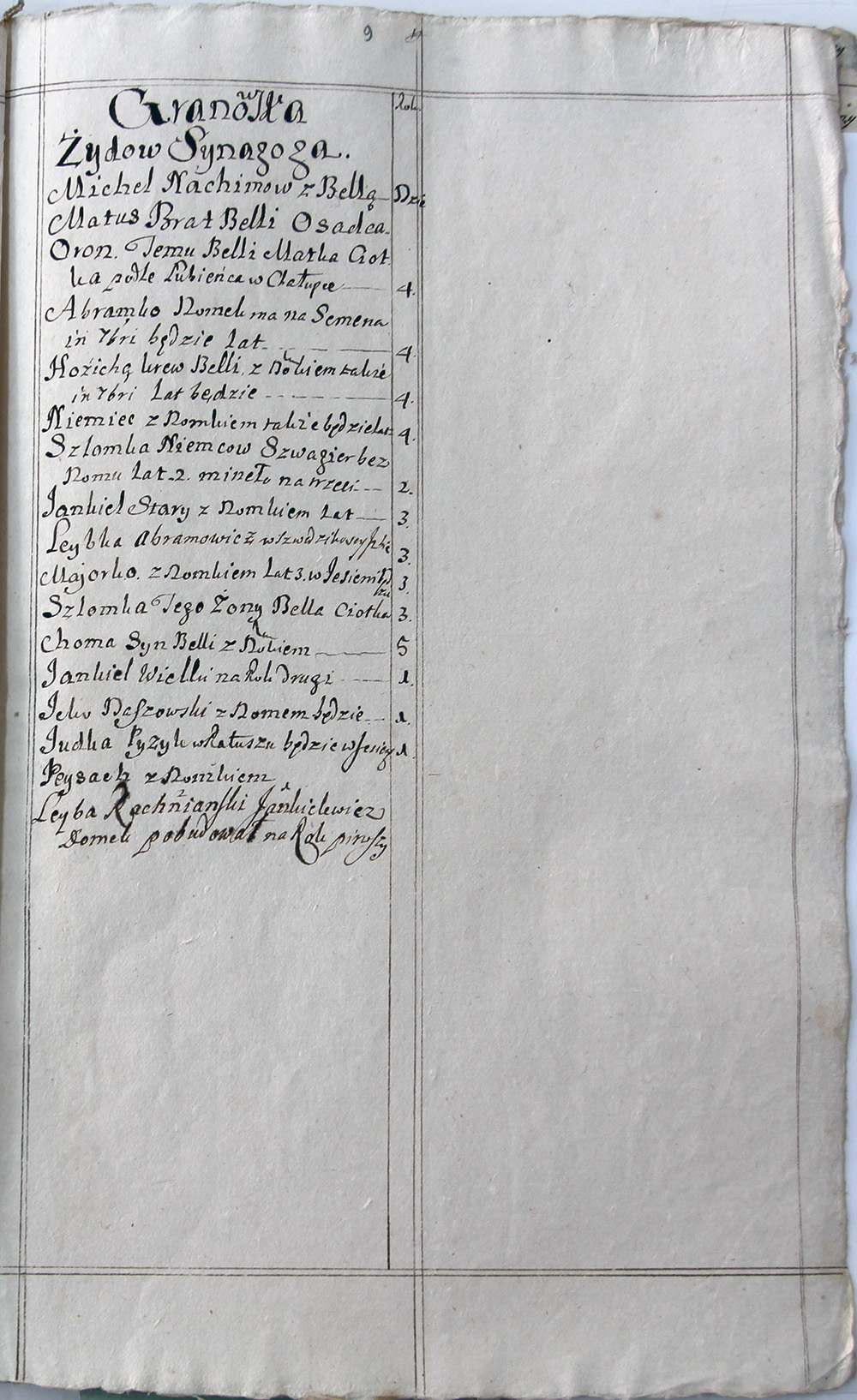
Перепис євреїв Гранова 1722 року

Метрична книга 1798—1800 років католицького костелу міста Гранів.

Відомості про Гранів 1733 року
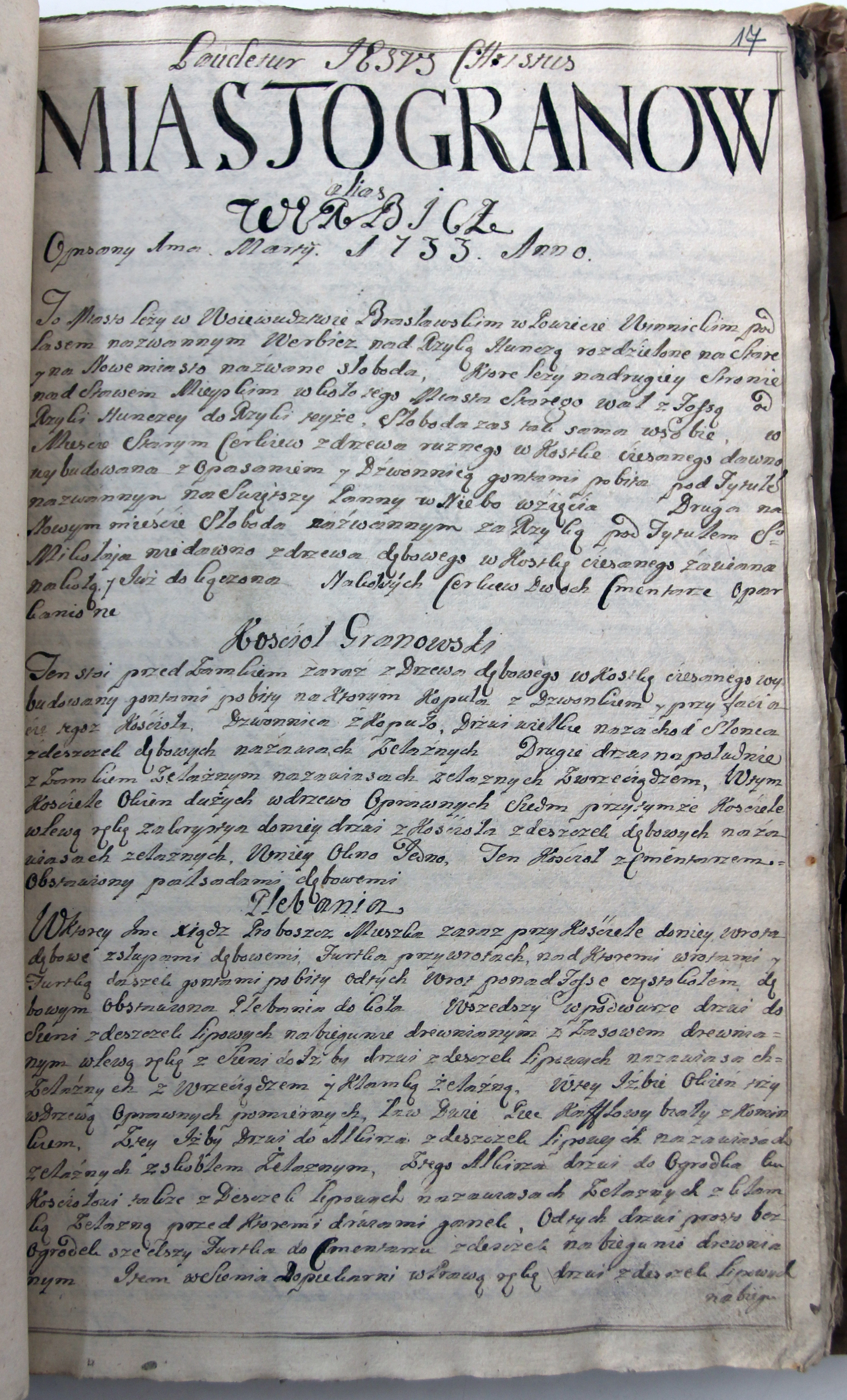
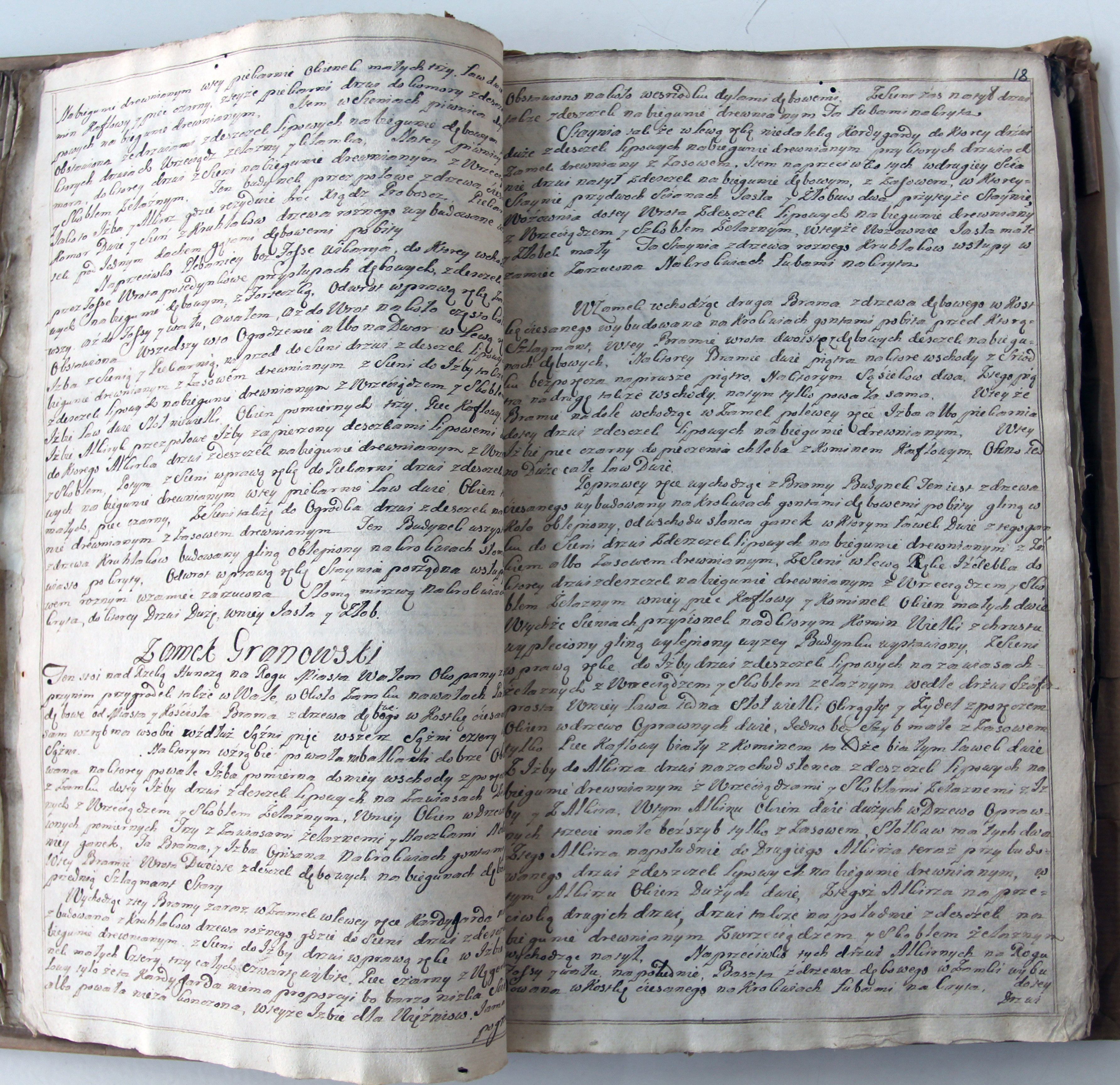
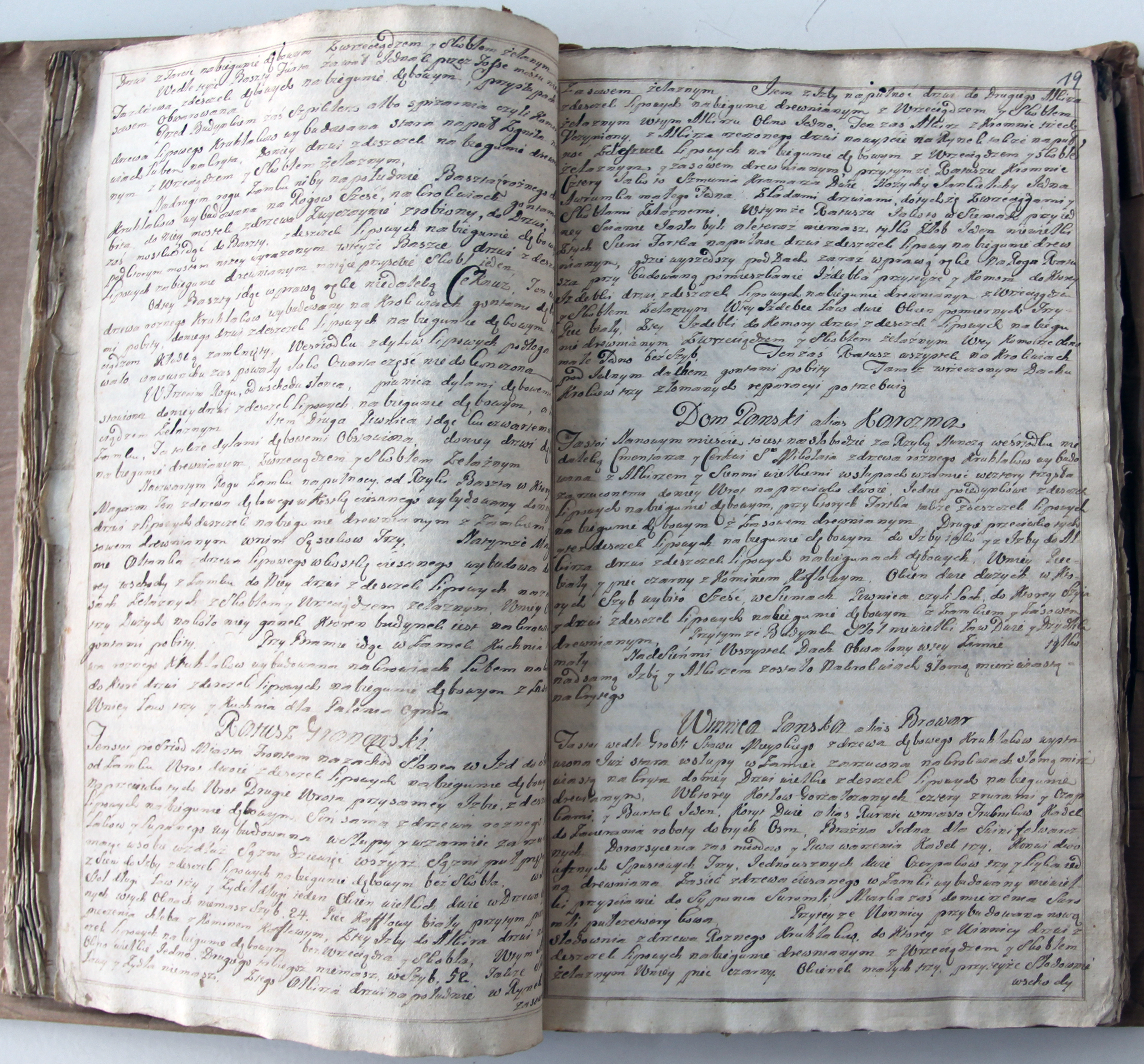
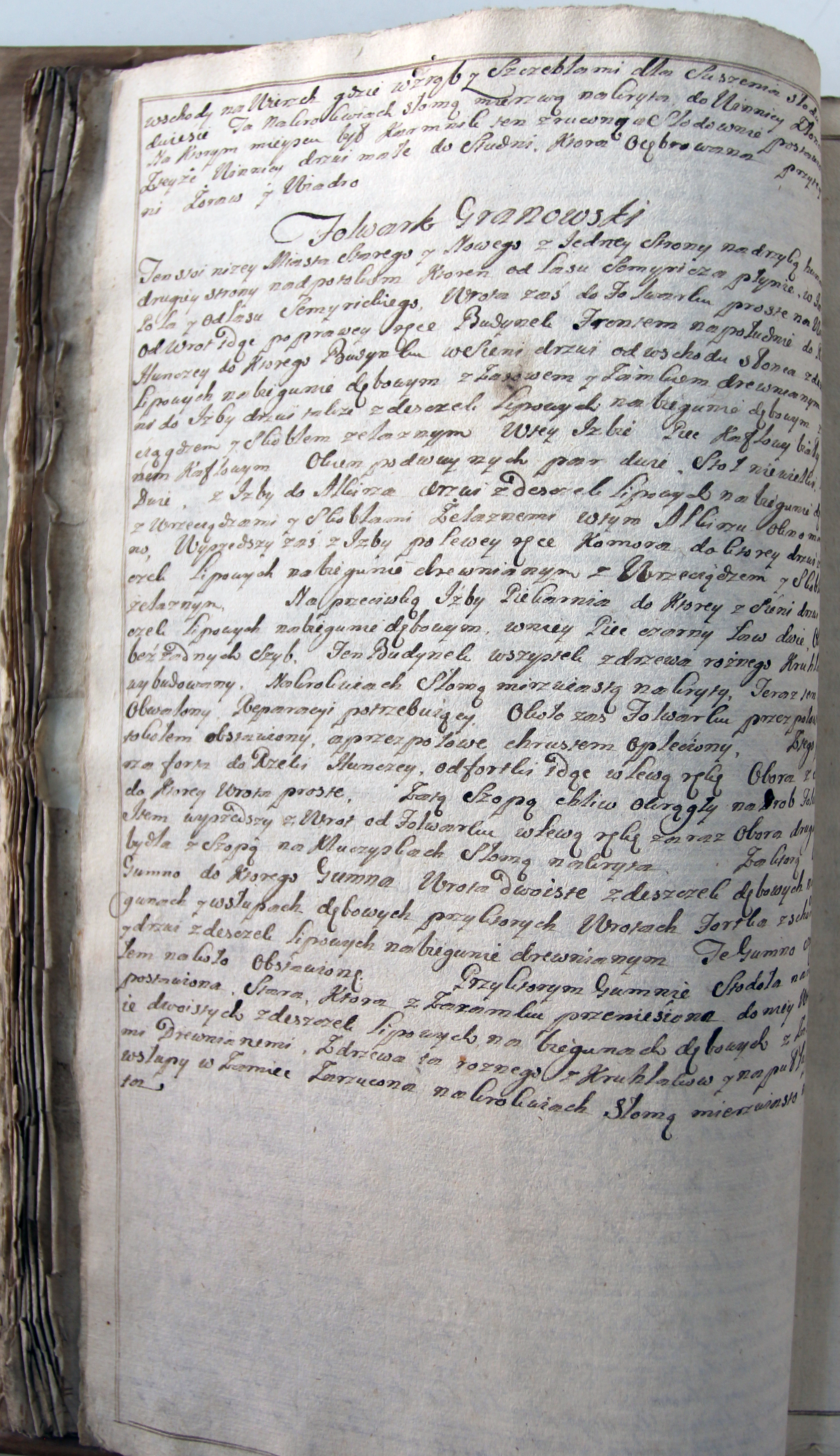

## Населення
Згідно з переписом УРСР 1989 року чисельність наявного населення села становила 3047 осіб, з яких 1323 чоловіки та 1724 жінки.
За переписом населення України 2001 року в селі мешкало 2705 осіб.

### Мова
Розподіл населення за рідною мовою за даними перепису 2001 року:
| Мова       | Відсоток |
| ---------- | -------- |
| українська | 98,63 %  |
| російська  | 1,14 %   |
| молдовська | 0,15 %   |
| білоруська | 0,07 %   |

## Відомі люди

### Уродженці
- Арбітман Емілій Миколайович (1930—2002) — радянський та російський історик мистецтва, художній критик, організатор музейної науки.
- Бліновський Юзеф Адамович (1900-1966) - радянський нейрогістолог та судовий медик. Доктор медичних наук, професор.  У 1936-1940 pp. – завідувач кафедри психіатрії 1-го ТашДержМІ, м.Ташкент, Уз.ССР.
- Бобровський Олег Володимирович (* 1961) — український художник декоративного мистецтва.
- Гогель Сергій Костянтинович (1860—1933) — російський фахівець з кримінального права та кримінології, професор Петербурзького університету та професор (і ректор) Психоневрологічного інституту.
- Йосипишин Петро Тимофійович (1901—1994) — воїн Армії УНР, директор бібліотеки ім. С. Петлюри в Парижі.
- Калайда Олексій Феофілович (* 1932) — український математик, кандидат фізико-математичних наук, доцент, лауреат Державної премії України в галузі науки і техніки.
- Кальницький Іван Сергійович (1923—2006) — український радянський діяч, голова колгоспу імені XXII з'їзду КПРС Герой Соціалістичної Праці. Депутат Верховної Ради УРСР 9-11-го скликань.
- Мельник Олександр Іванович (1985—2015) — солдат Збройних сил України, учасник російсько-української війни 2014—2017.

### Дідичі
- Прокоп Сенявський
- Адам Єронім Сенявський
- Миколай-Єронім Сенявський

## Галерея

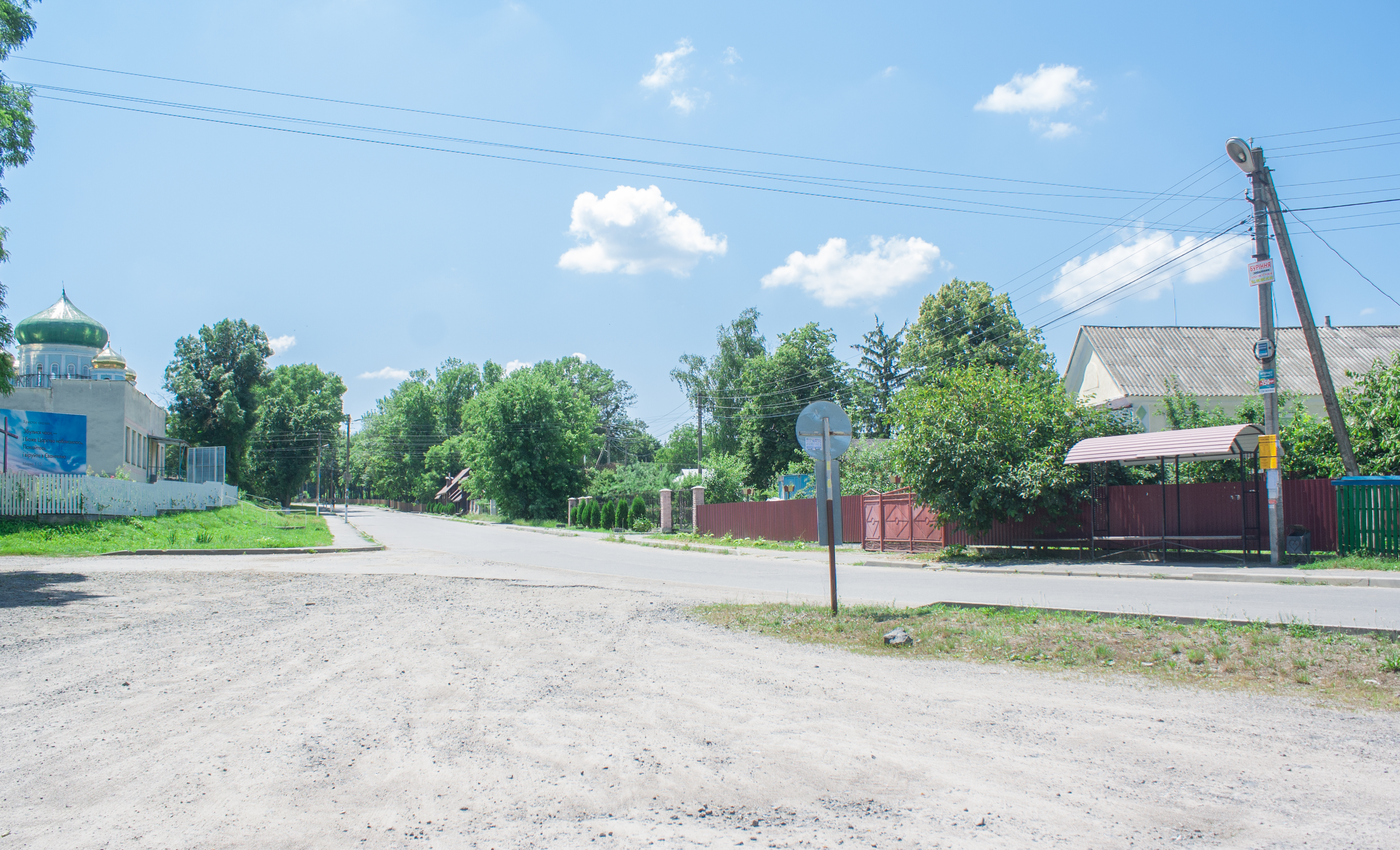
Центр села
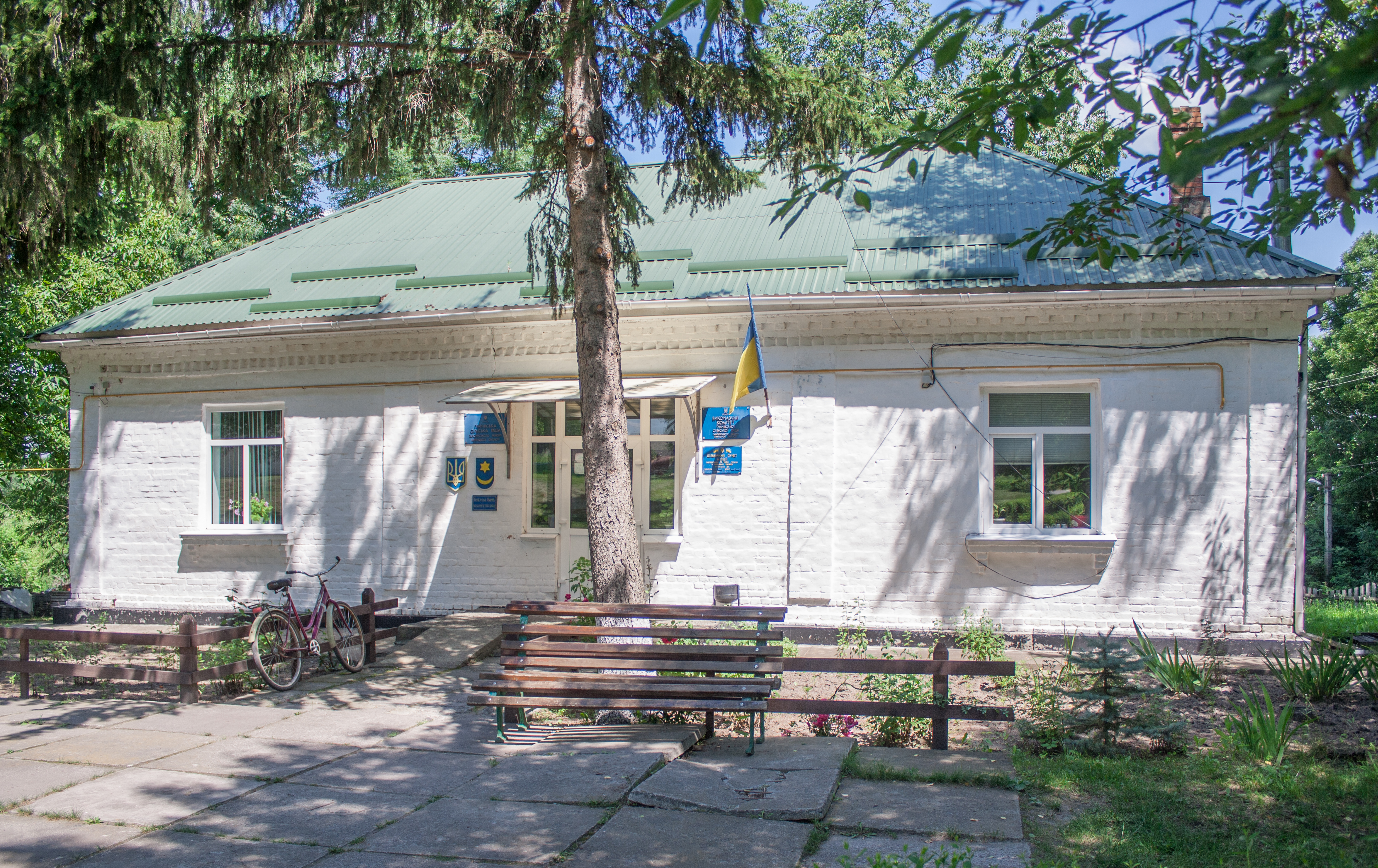
Сільська рада
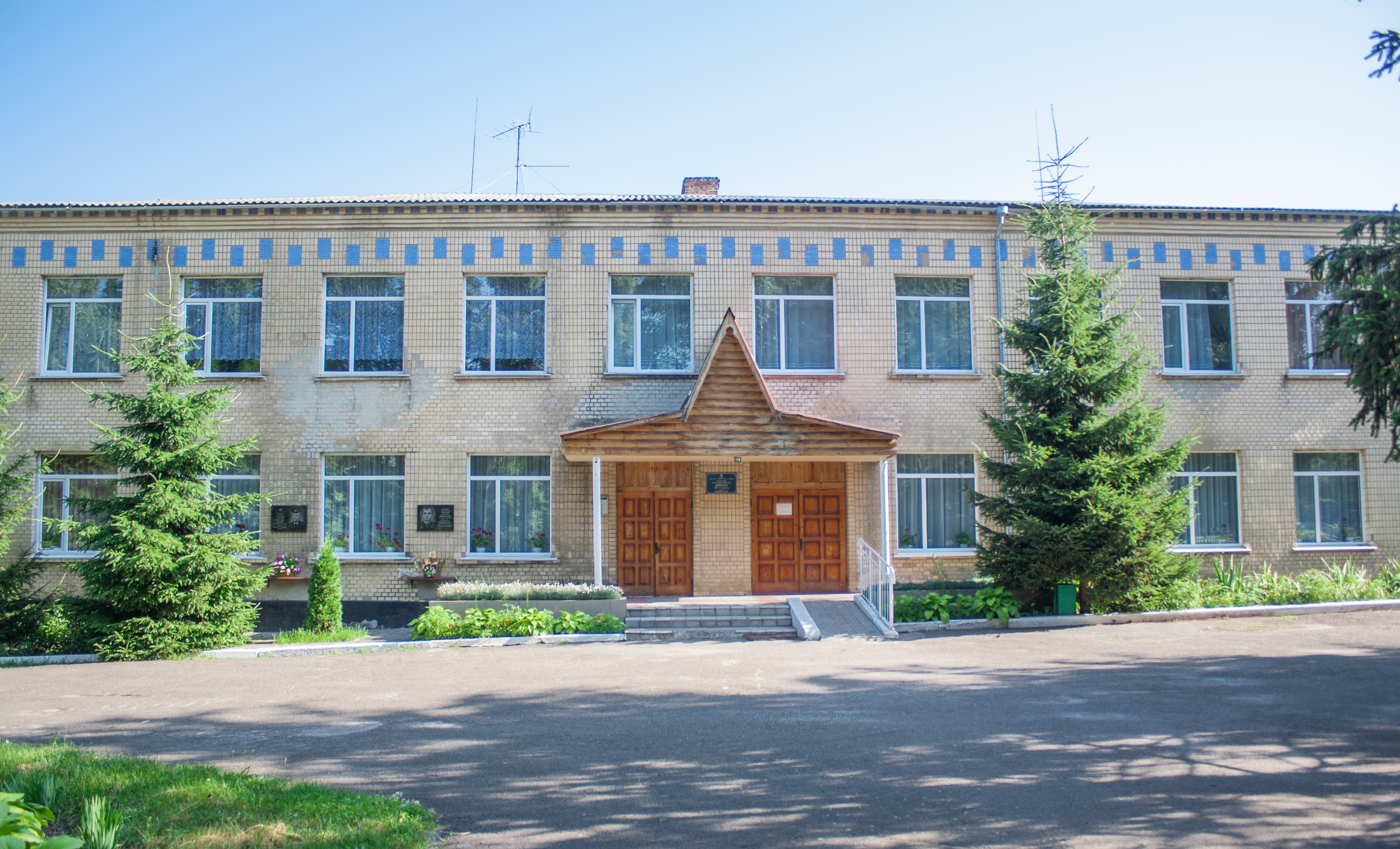
Школа
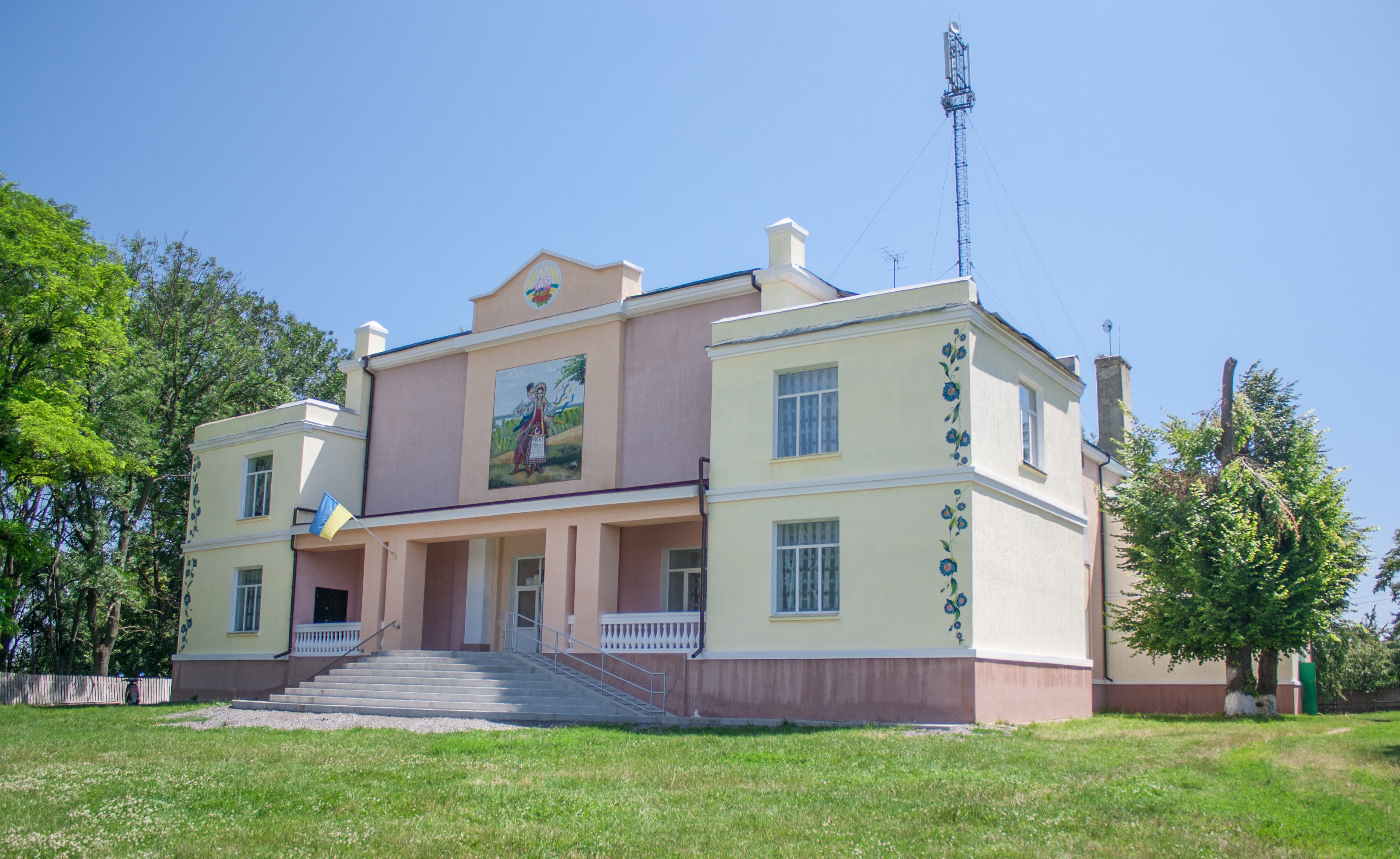
Будинок культури
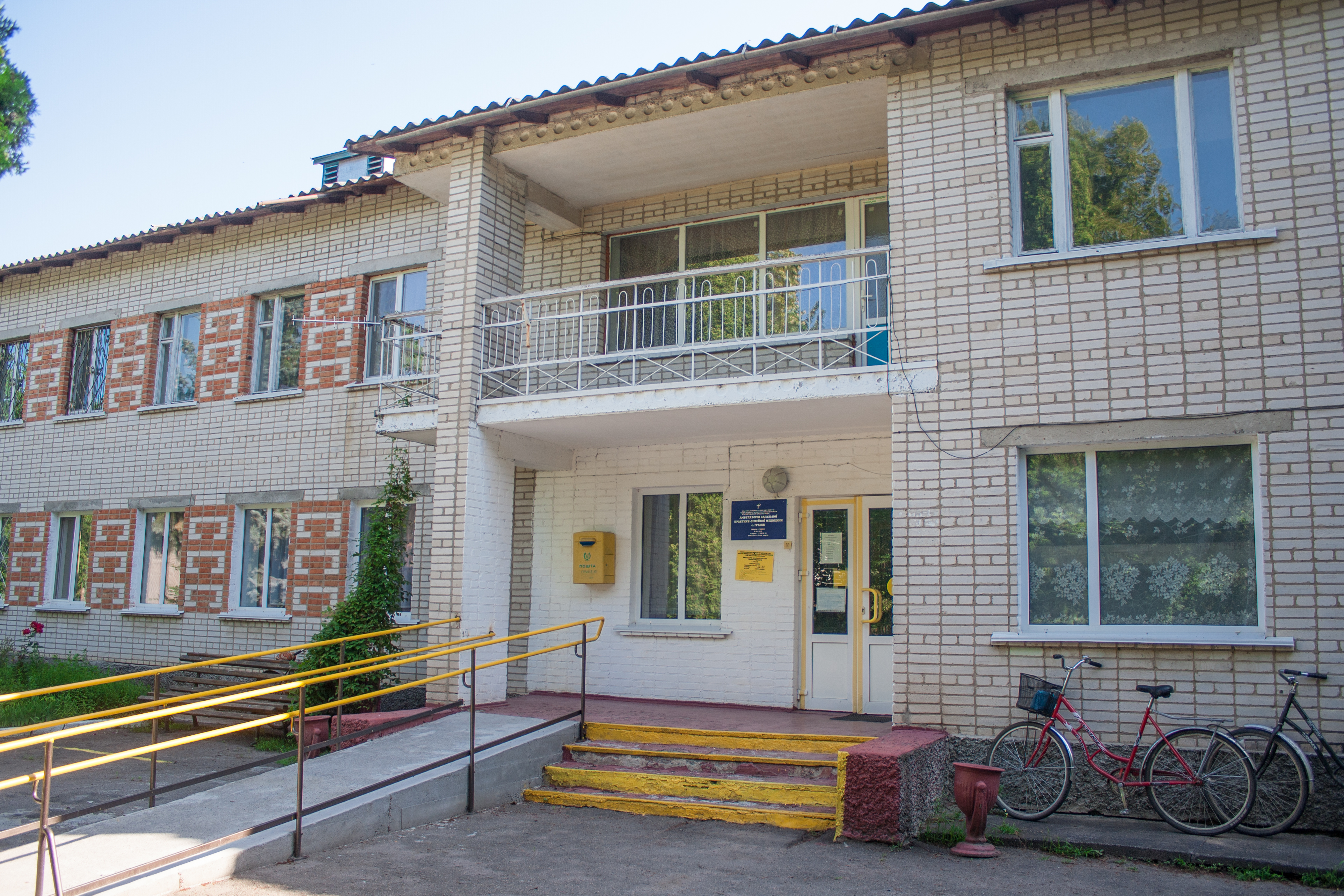
Амбулаторія і пошта
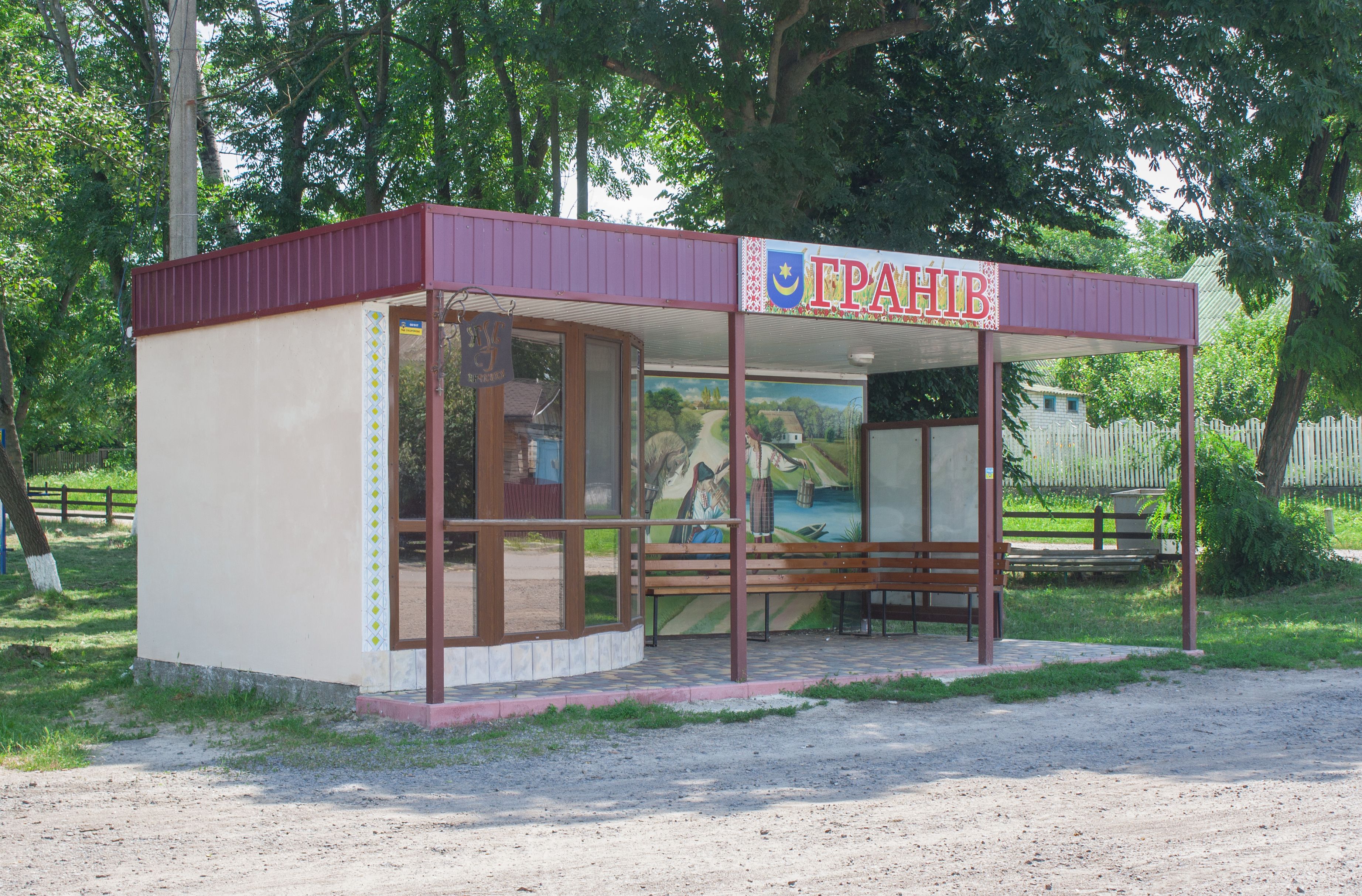
Автобусна зупинка
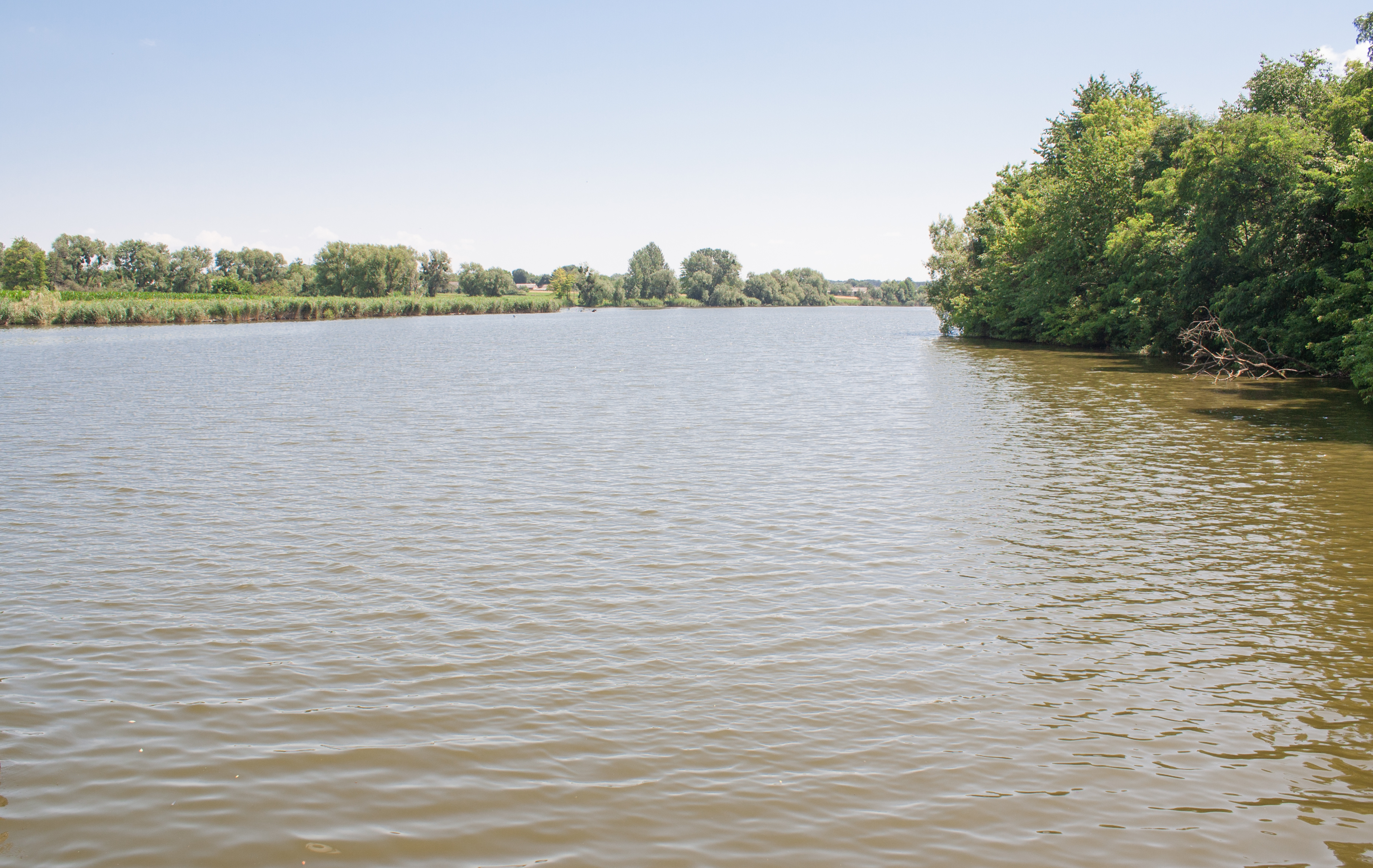
Ставок на річці Вербич
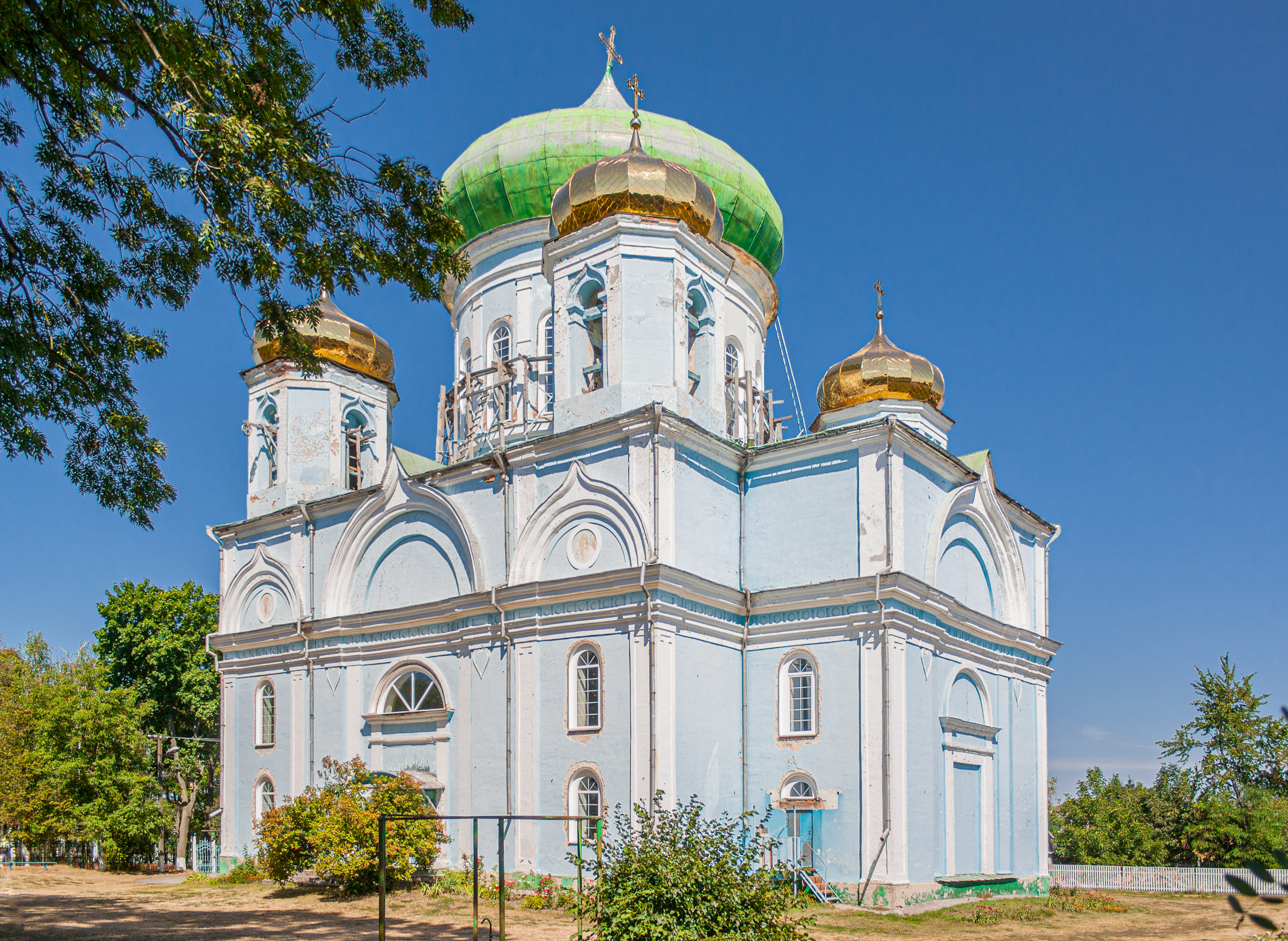
Миколаївська церква (1845 р.)
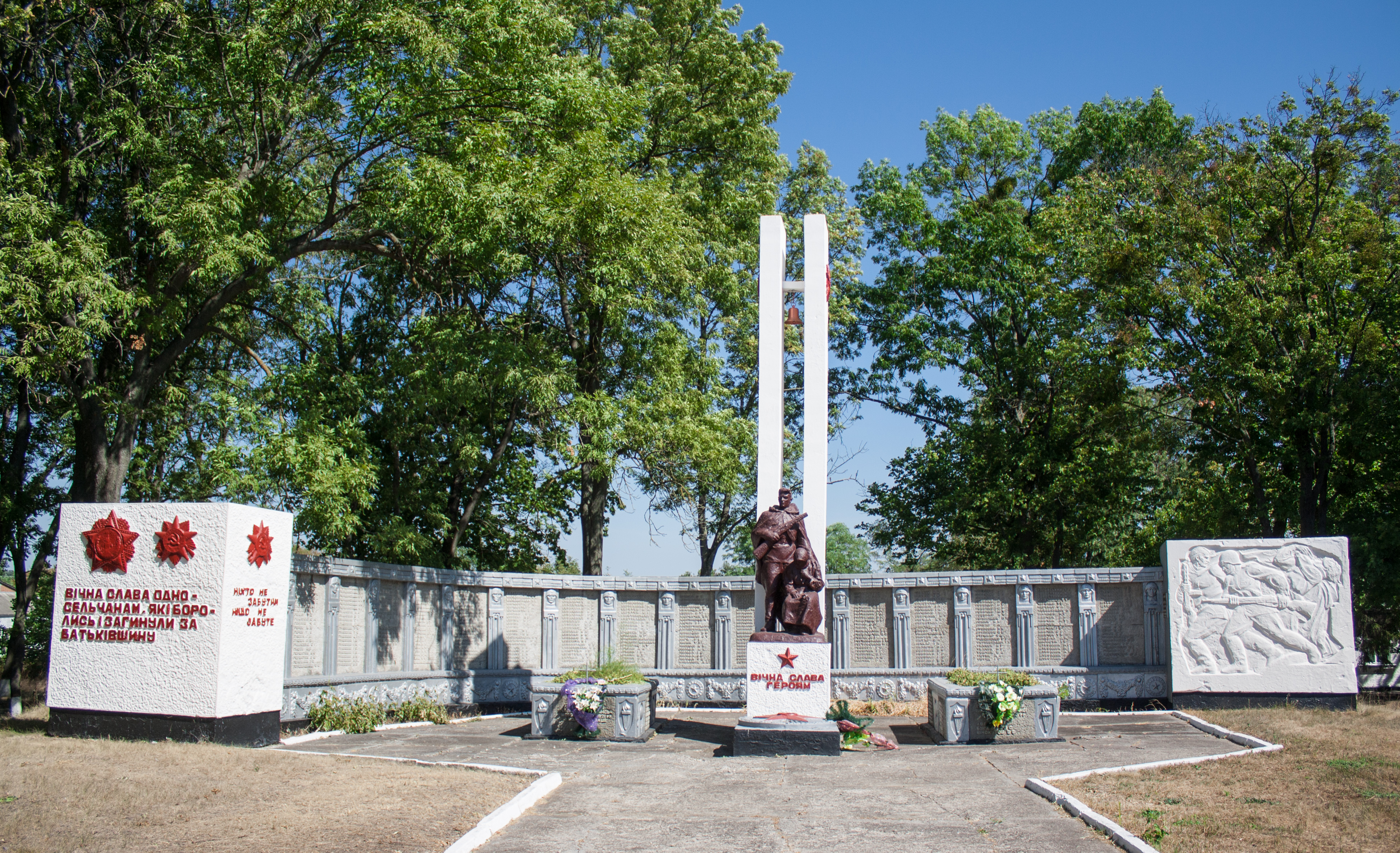
Пам'ятник воїнам-односельчанам
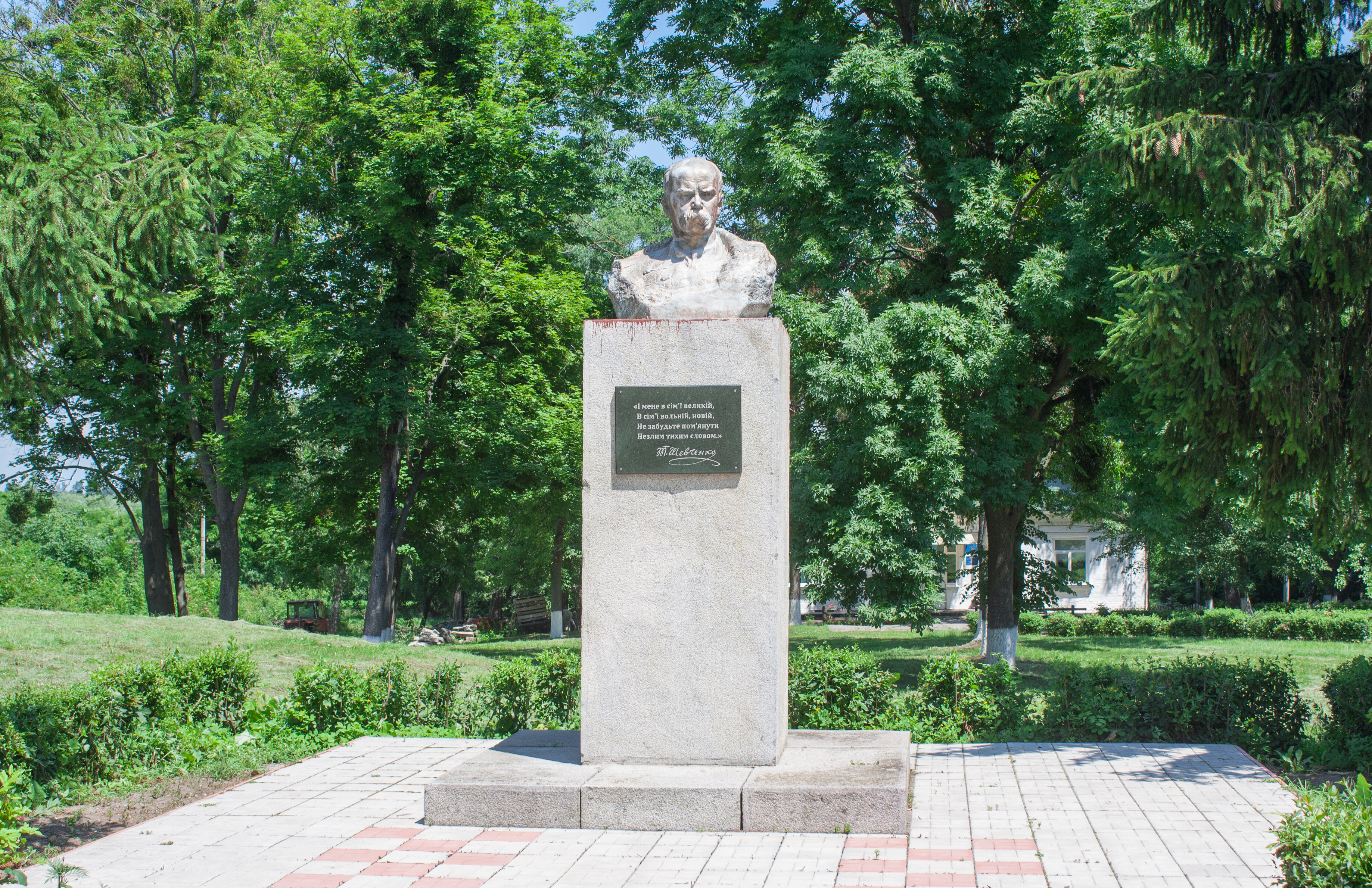
Пам'ятник Т. Шевченку
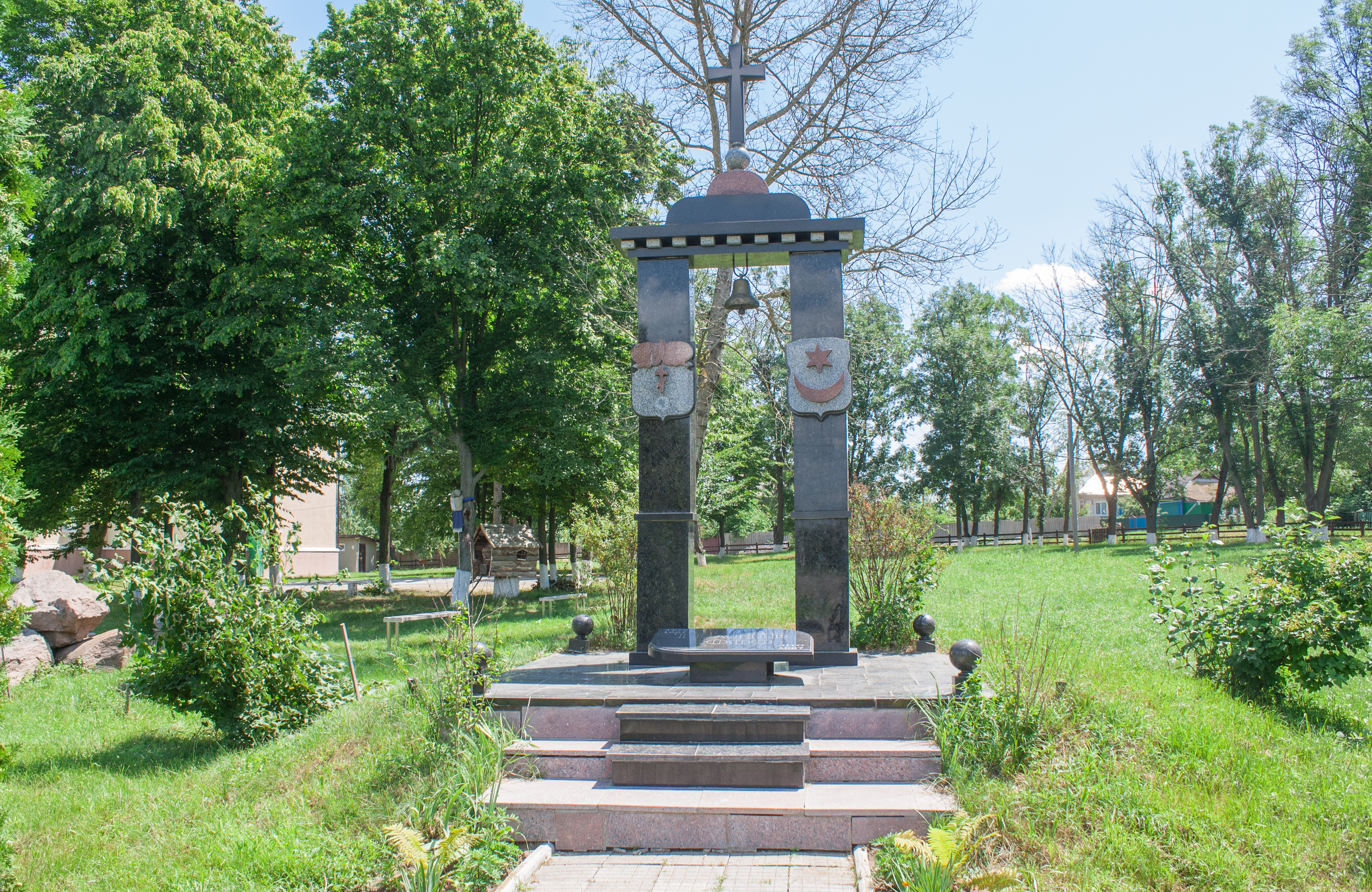
Пам'ятник на честь тисячоліття села